# The Prisoner of Zenda (1952)
The Prisoner of Zenda is een Amerikaanse avonturenfilm van Richard Thorpe die werd uitgebracht in 1952. 
Het scenario is gebaseerd op de gelijknamige roman (1894) van Anthony Hope.
De film volgt getrouw het scenario en de shots van zijn voorganger uit 1937: The Prisoner of Zenda van John Cromwell. 

## Verhaal
De Engelse toerist Rudolph Rassendyll bezoekt Strelsau, de hoofdstad van Ruritanië, een denkbeeldige staat in Centraal-Europa. Hij begrijpt maar niet dat de lokale bevolking hem aanstaart en blijft aanstaren. Als kolonel Zapt en kapitein Fritz von Tarlenheim hem voorstellen aan Rudolf V merkt een stomverbaasde Rassendyll dat hij als twee druppels op hem gelijkt. Rudolf V is de erfprins die de volgende dag tot de nieuwe koning van Ruritanië gekroond zal worden. Beide mannen blijken verre neven te zijn.
De vooravond van de kroning brengen Rudolf V en Rassendyll gezellig drinkend door. De volgende morgen is de toekomstige koning niet wakker te krijgen. Aan zijn wijn werd een verdovend middel toegevoegd door zijn rancuneuze oudere stiefbroer Michael. Het hof verzoekt Rassendyll om de plaats van Rudolf V in te nemen, anders zal Michael zich uitroepen tot regent.

## Rolverdeling
| Acteur          | Personage                                                      |
| --------------- | -------------------------------------------------------------- |
| Stewart Granger | Rudolf Rassendyl/koning Rudolf V                               |
| Deborah Kerr    | prinses Flavia                                                 |
| James Mason     | Rupert of Hentzau                                              |
| Louis Calhern   | kolonel Zapt                                                   |
| Robert Coote    | Fritz von Tarlenheim                                           |
| Robert Douglas  | Michael, hertog van Strelsau, de oudere halfbroer van Rudolf V |
| Jane Greer      | Antoinette de Mauban                                           |
| Lewis Stone     | de kardinaal                                                   |